# فتق خلف القولون
فتق خلف القولون (بالإنجليزية: Retrocolic hernia)‏ هي حالة طبية تنتج عن انحباس أجزاء من الأمعاء الدقيقة خلف المسراق ولوحظ أنها تحدث كأحد مضاعفات استئصال نصف القولون الأيسر.